# A Divorciada
A Divorciada (em inglês The divorcee) é um filme estadunidense de 1930, do gênero drama, dirigido por Robert Z. Leonard. Seu roteiro foi escrito por Nick Grindé, John Meehan e Zelda Sears, baseados no romance Ex-Wife, de Ursula Parrott.

## Sinopse
Um marido descuidado tem um caso breve com outra mulher. Sua esposa decide "dar o troco", com o melhor amigo dele, mas termina por se envolver com o homem.

## Elenco principal

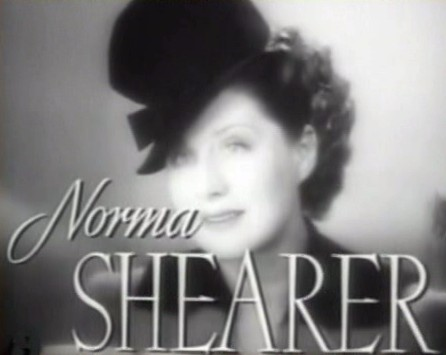
Norma Shearer

- Chester Morris .... Theodore 'Ted' Martin
- Norma Shearer .... Jerry Bernard Martin
- Conrad Nagel .... Paul
- Robert Montgomery .... Don
- Florence Eldridge .... Helen Baldwin
- Helene Millard .... Mary
- Robert Elliott .... Bill Baldwin
- Mary Doran .... Janice Dickson Meredith
- Tyler Brooke .... Hank
- Zelda Sears .... Hannah
- George Irving .... Dr. Bernard
- Judith Wood .... Dorothy

## Principais prêmios e indicações
Oscar 1930 (EUA)
- Norma Shearer ganhou na categoria de melhor atriz por sua interpretação neste filme.
- O filme foi também indicado nas categorias de melhor filme, melhor diretor e melhor roteiro.

## Curiosidades
- Inicialmente, Norma Shearer, nem fora cogitada para interpretar Jerry Martin, pois não a achavam nada sexy para a personagem. Para convencer os produtores, entre eles seu então marido Irving Thalberg, Shearer fez uma sessão de fotos especiais, onde posa com uma langerie provocante. E só então os produtores lhe cederam o papel. E essa decisão valeu a pena, pois Shearer ganhou o Oscar de melhor atriz daquele ano.
- A escolha inicial para interpretar Jerry Martin foi Joan Crawford, que supostamente nunca perdoou Shearer por usurpar seu papel.
- A Divorciada foi lançado em DVD pela Warner Home Video em 8 de março de 2008, juntamente com A Alma Livre (também estrelado por Norma Shearer).